# Gezichtsveld

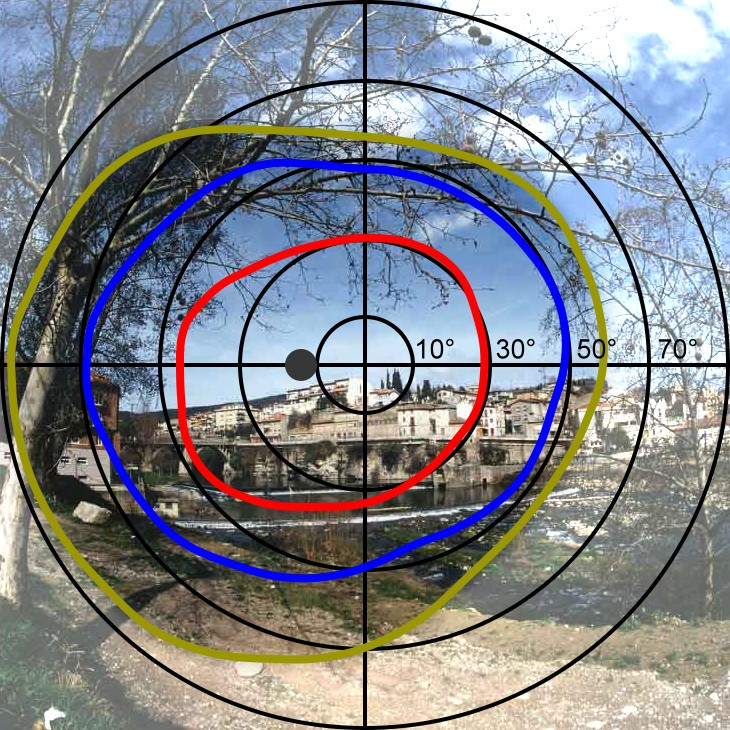
Het blikveld van een linkeroog, met onder andere de blinde vlek

Het gezichtsveld is het beeld dat bekeken kan worden zonder hoofd of ogen te bewegen.
Dit in tegenstelling tot blikveld waarbij wel de ogen mogen bewegen.
Het gezichtsveld van een mens is ruwweg een ovaal gebied recht vóór ons en is groter in de breedte dan in de hoogte. Het wordt doorgaans gemeten met behulp van de perimeter, een holle halve bol, waarbij het oog van de proefpersoon zich in het centrum bevindt.
Horizontaal vanuit één oog in de richting van de zijkant van het hoofd is dit ongeveer tussen de 90 en 100 graden begrensd. In de richting van de neus is het tussen de 40 en 50 graden begrensd.
Het menselijke gezichtsveld met twee ogen is ongeveer 140 graden horizontaal en 80 graden verticaal. Dit geeft een verhouding van ongeveer 1.75:1 (140 gedeeld door 80).

## Binoculaire en monoculaire zones
Als de beide ogen op een centraal punt van het gezichtveld zijn gericht, kan een onderscheid worden gemaakt tussen een linker- en rechterhelft van het gezichtsveld.
De rechterhelft van het gezichtsveld projecteert dan naar de linkerhelft van het netvlies van elk oog. Anders gezegd: naar het neuswaarts (nasaal) gelegen netvliesdeel van het rechteroog, en het slaapwaarts (temporaal) gelegen netvliesdeel van het linkeroog. Voor de linkerhelft van het gezichtsveld is het net andersom, dit projecteert naar het nasale netvliesdeel van het linkeroog en temporale netvliesdeel van het rechteroog. Het centrale deel van het gezichtsveld dat beide ogen bereikt heet binoculaire zone. De delen die daarbuiten vallen heten monoculaire zone. In deze zone wordt dus niet met beide ogen, maar met een oog waargenomen. De rechterkant hiervan treft namelijk alleen het nasale netvliesdeel van het meest nabije (rechter)oog en de linkerkant treft alleen het nasale netvliesdeel van het meest nabije (linker)oog. De neus blokkeert in dit geval de temporale netvlieshelften van het verste oog. Bij beschadiging van bijvoorbeeld het nasale deel van het netvlies van het linkeroog, ziet men dus in het geheel niets in de linker monoculaire zone.

## Partiële blindheid: hemianopsie
Hemianopsie of halfveldblindheid wil zeggen dat men de helft van het gezichtsveld niet kan waarnemen. Dit kan optreden voor één oog of voor beide ogen: in het laatste geval spreekt men van bilaterale hemianopsie.
Halfveldblindheid kan verder twee vormen aannemen. Het kan optreden voor het buitenste (temporale) halfveld, of het binnenste (nasale) halfveld. Bilaterale temporale hemianopsie wil bijvoorbeeld zeggen dat elk oog alleen de binnenste delen van het gezichtsveld ziet. Deze vorm van partiële blindheid kan een gevolg zijn van een beschadiging of aangeboren afwijking van het chiasma opticum waarbij de gekruiste optische banen van beide ogen niet meer functioneren. Bij een homonieme hemianopsie zijn beide linker- of beide rechterhelften van de gezichtsvelden uitgevallen. Dit komt voor bij een herseninfarct.

## Trivia
- De eerder genoemde verhouding van het gezichtsveld van de mens (van ongeveer 1,75:1) ligt dicht bij standaard beeldverhouding van breedbeeldtelevisie (16:9 of ongeveer 1,778). Dit is dan ook een vaak gehoord argument van verkopers (van deze televisies) en voorstanders van breedbeeld.